# Cylindronotum aeneum
Cylindronotum aeneum är en skalbaggsart som beskrevs av Jules Putzeys. Cylindronotum aeneum ingår i släktet Cylindronotum och familjen jordlöpare. Inga underarter finns listade i Catalogue of Life.